# Vlorë (prefeitura)
Vlorë (em albanês:  Qarku i Vlorës) é uma prefeitura da Albânia. Sua capital é a cidade de Vlorë.

## Distritos
- Vlorë
- Sarandë
- Delvinë